# Чернокрылая иволга
Чернокрылая иволга (лат. Oriolus nigripennis) — вид певчих птиц семейства иволговых, широко распространённый в Западной и Центральной Африке от Сьерра-Леоне до Анголы. Вид обитает в тропических и субтропических дождевых лесах, в мангровых лесах.

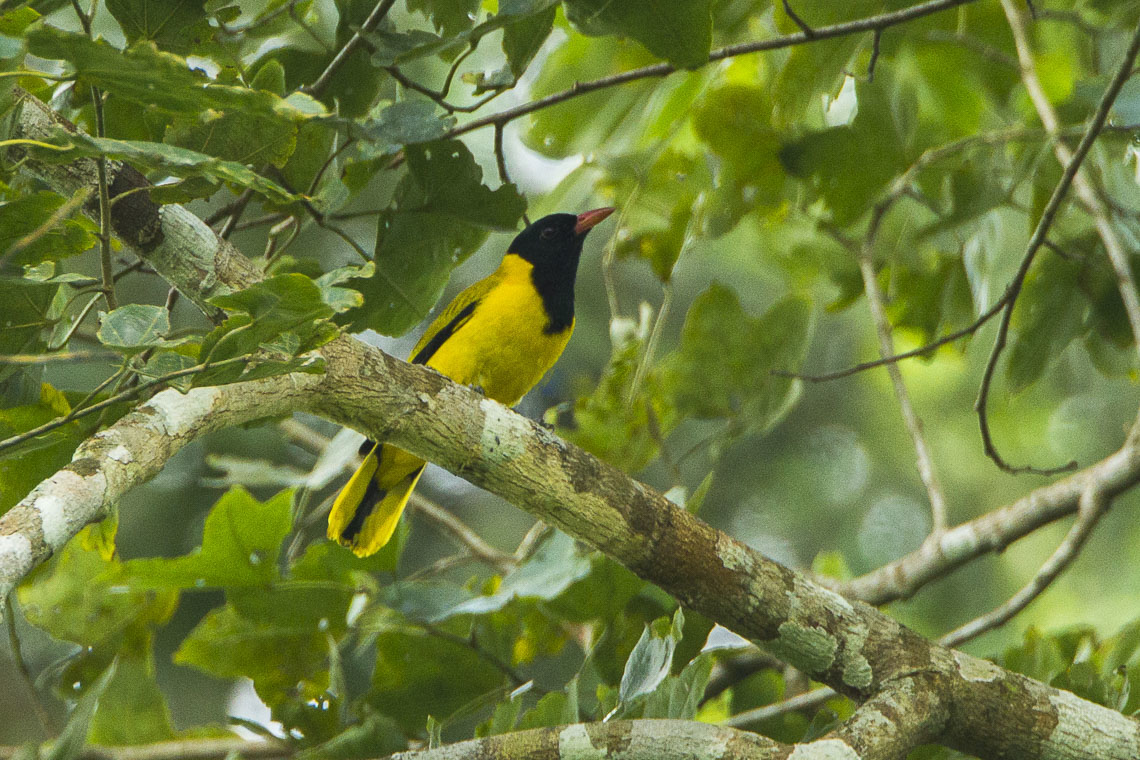
Чернокрылая иволга на дереве

Международный союз орнитологов не выделяет подвидов. Некоторые ученые рассматривают два подвида.
- Oriolus nigripennis alleni — Сьерра-Леоне и юго-восток Гвинеи, юго-запад Нигерии.
- Oriolus nigripennis nigripennis — юго-восток Нигерии, южный Камерун, южный Судан, северо-запад Уганды, северо-запад Анголы, остров Биоко.